# René Massat
Pour les articles homonymes, voir Massat (homonymie).
René Massat, né le 19 juillet 1934  à Daumazan-sur-Arize, est un homme politique français, membre du Parti socialiste. Il est député de la deuxième circonscription de l'Ariège de 1985 à 1986 et de 1988 à 1993.

## Biographie
René Massat devient député de la deuxième circonscription de l'Ariège le 29 mars 1985, à la suite du décès de Jean Ibanès dont il était le suppléant. Son premier mandat de député s'achève le 1er avril 1986. Le scrutin proportionnel plurinominal par département mis en place pour les élections législatives de 1986 ne lui permet pas de retrouver son siège ; Augustin Bonrepaux est en effet le seul élu sur la liste présentée par le Parti socialiste. Avec le retour du scrutin majoritaire lors des législatives de 1988, il retrouve son siège à l'Assemblée nationale après avoir battu André Trigano. Il est battu de peu par ce dernier lors des législatives de 1993, marquée par une « vague bleue ».
Quelques jours avant son entrée à l'Assemblée nationale, il obtient son premier mandat de conseiller général de l'Ariège lors des élections cantonales françaises de 1985 en étant élu dans le canton du Fossat. Il siège pendant quatre mandats dans l'assemblée départementale dont il est vice-président au cours de la période 2008-2011. Au cours des élections cantonales de 2011, il annonce son intention de ne pas se représenter. Il est cependant réélu premier vice-président de l'Agence de l'eau Adour-Garonne le 27 octobre 2011
Sa fille, Frédérique Massat, est députée de la première circonscription de l'Ariège de 2007 à 2017.

### Décorations
- Officier de l'ordre national de la Légion d'honneur (2015)[4].